# Andrea Hlaváčková
Andrea Hlaváčková (aussi connue sous le nom de Andrea Sestini-Hlaváčková), née le 10 août 1986, est une joueuse de tennis tchèque, professionnelle depuis 2004.
En 2003, elle est championne du monde junior en double filles.
En 2012 et 2014, elle remporte la Fed Cup avec l'équipe tchèque. En 2012, elle obtient la médaille d'argent aux Jeux olympiques de Londres en double avec Lucie Hradecká. Elle atteint en septembre 2012 son meilleur classement en simple (58e) et, un mois plus tard, son meilleur classement en double (3e). À l'occasion de l'US Open 2013, elle remporte deux titres : le double dames (avec sa compatriote Lucie Hradecká) et le double mixte (associée au Biélorusse Max Mirnyi).
À ce jour, Andrea Hlaváčková a gagné huit tournois ITF en simple, à Tenerife en 2006, Bad Saulgau en 2009, Sutton, Les Contamines-Montjoie et Vigo en 2010, Bronx et Clermont-Ferrand en 2011 et Plzen en août 2015.
Le plus souvent en double avec Hradecká, elle a gagné vingt-cinq tournois WTA dont deux tournois du Grand Chelem (Roland-Garros 2011 et US Open 2013), ainsi que 19 tournois ITF entre 2003 et 2014.
En octobre 2017, associée à la Hongroise Tímea Babos, elle remporte le prestigieux Masters de fin d'année (finales WTA).
Elle épouse Fabrizio Sestini en juillet 2017 et utilise son nom marital, Andrea Sestini-Hlaváčková, à partir de la saison 2018.

## Carrière

### Avant 2011
De 2004 à 2009, Andrea Hlaváčková reste en simple au-delà de la 200e place au classement de la WTA. En août 2009, elle entre enfin dans le top 200, puis pour la première fois dans le top 100 en décembre 2010.
Elle gagne pour la première fois en simple dans un tournoi du Grand Chelem en juin 2010 en passant un tour à Wimbledon.
En double, Andrea Hlaváčková entre dans le top 100 en 2007 puis dans le top 50 en 2010. Andrea finit l'année 2010 classée exactement 100e mondiale en simple et 45e mondiale en double.

### 2011 - Victoire en double à Roland-Garros

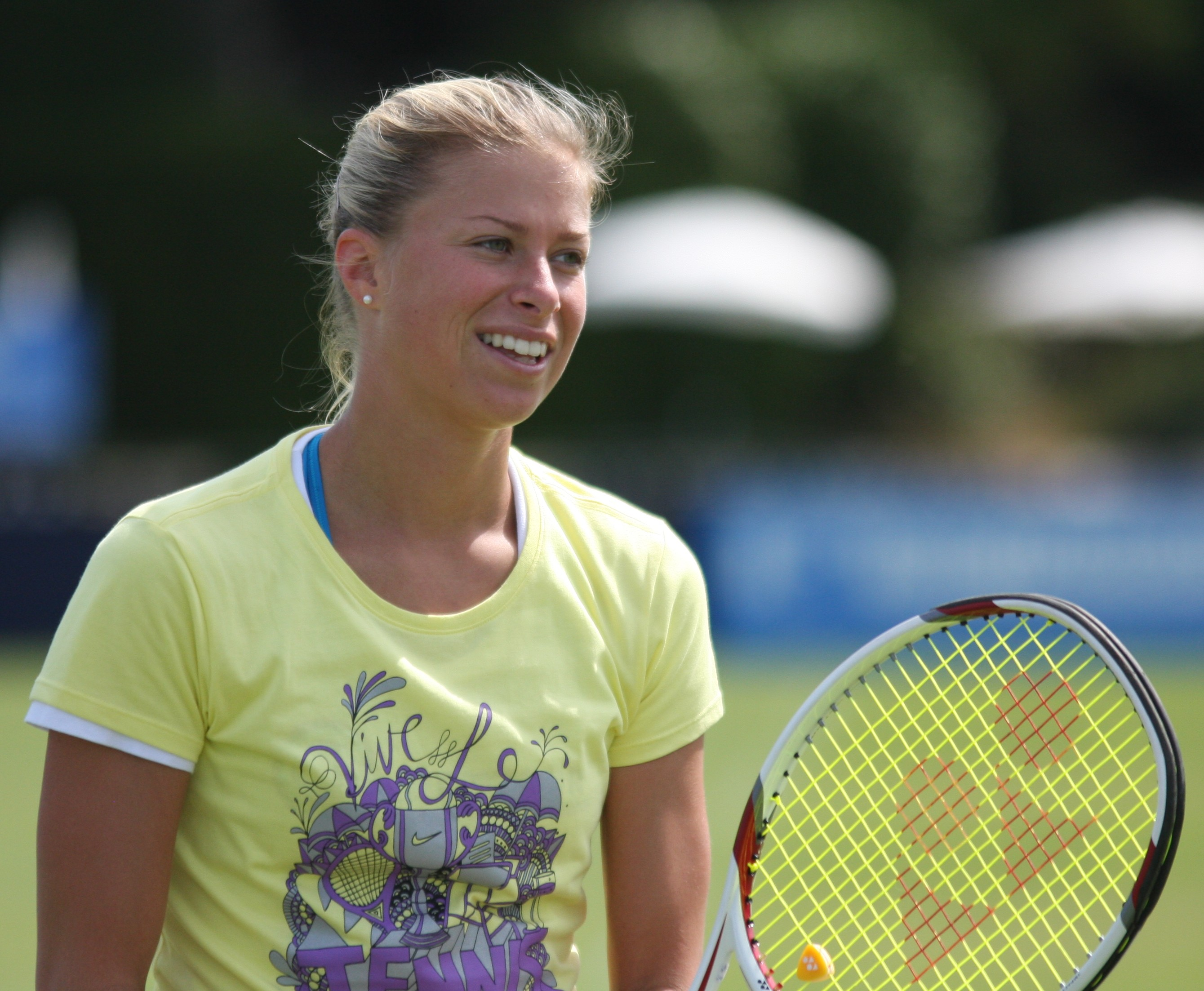
Andrea Hlaváčková à Eastbourne en 2011

En simple, Andrea gagne deux matchs de Grand Chelem en passant un tour à l'Open d'Australie et un tour à Wimbledon, et atteint pour la première fois les huitièmes de finale d'un tournoi WTA en juin à Birmingham, puis les quarts de finale en septembre à Québec.
En double, Andrea gagne le tournoi du Grand chelem de Roland-Garros (avec Lucie Hradecká) et termine l'année à la 14e place, devenant de fait une des meilleures spécialistes mondiales de la discipline. Elle termine classée 116e mondiale en simple.

### 2012 - Victoire en Fed Cup, médaillée olympique en double
Andrea Hlaváčková atteint son meilleur classement en simple (58e mondiale) en septembre 2012 après avoir consécutivement accédé aux huitièmes de finale du tournoi de Cincinnati et surtout de l'US Open où elle élimine entre autres la tête de série Maria Kirilenko.
En double, Andrea est deux fois finaliste en Grand chelem (toujours avec Lucie Hradecká) à Wimbledon et à l'US Open, et termine l'année à la 3e place mondiale, son meilleur classement à ce jour.
Andrea remporte aussi la Fed Cup avec l'équipe nationale tchèque.
Elle termine l'année classée 3e mondiale en double et 64e en simple.

### 2013 - victoire en double et en double mixte à l'US Open
Pour la première fois, en juillet 2013, Andrea Hlaváčková atteint la finale d'un tournoi WTA en simple à Bad Gastein en Autriche où elle s'incline cependant en finale contre la joueuse locale Yvonne Meusburger.
En août 2013, elle est éliminée au premier tour des qualifications du tournoi de Cincinnati, puis au troisième tour des qualifications de l'US Open, perdant ainsi le bénéfice de ses performances de l'année précédente et une bonne soixantaine de places au classement mondial individuel pour retomber à la 145e place. Cette déception est atténuée par sa double victoire en double dames et double mixte à l'US Open.
En octobre 2013, Hlaváčková se replie sur les tournois ITF avec peu de réussite puisqu'elle est éliminée dès le premier tour à Joué-les-Tours (France), à Limoges (France), puis à Saguenay (Québec). En revanche, elle reste performante en double, atteignant la finale à Joué-les-Tours (avec la Néerlandaise Michaëlla Krajicek) et obtenant la victoire à Saguenay (avec la Polonaise Marta Domachowska).
Elle termine l'année en étant classée 10e mondiale en double et 134e en simple.

### 2014 - Victoire en Fed Cup

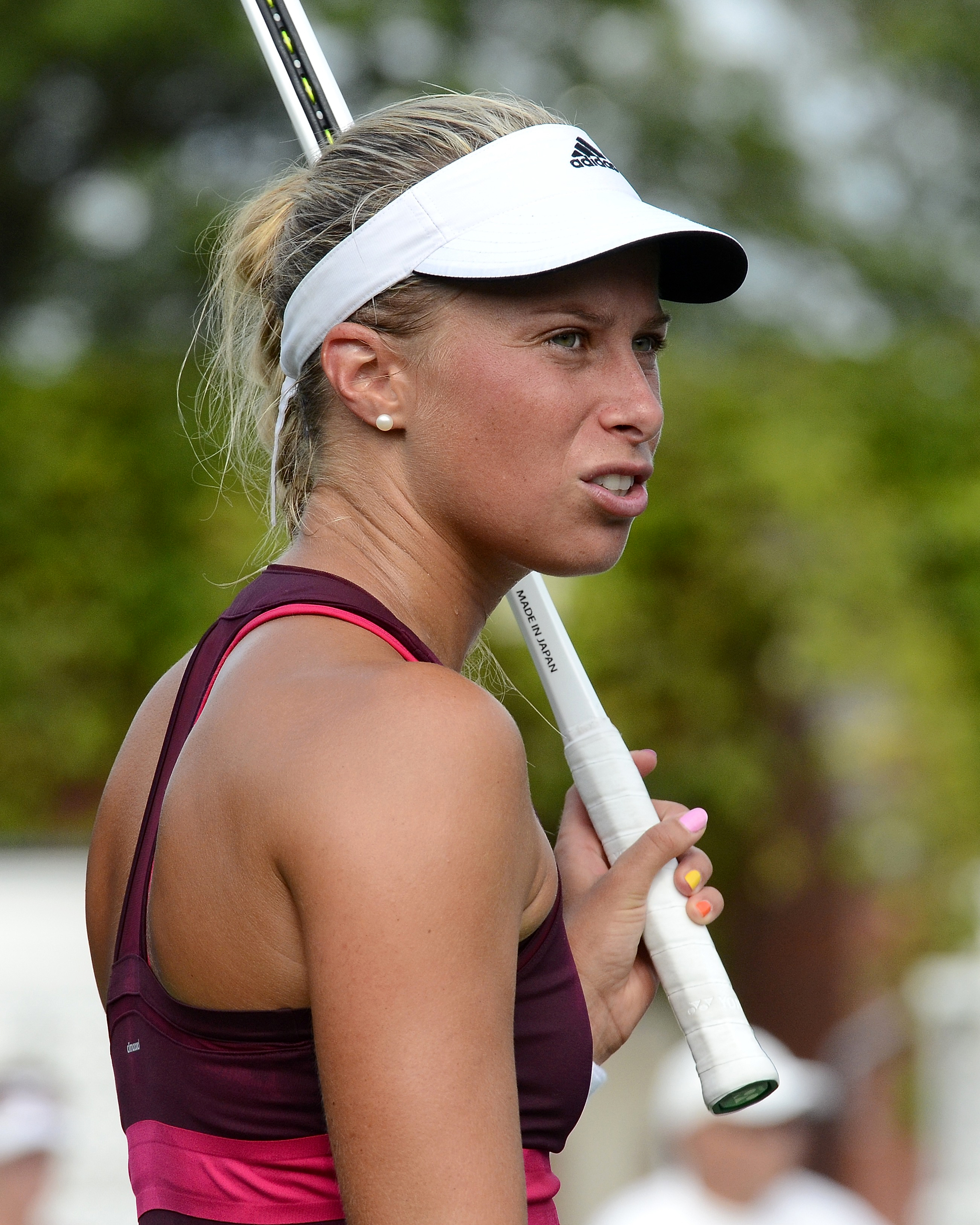
Hlaváčková au tournoi de qualification de l'US Open 2014.

Le 28 octobre 2013, Hlaváčková surprend en annonçant publiquement qu'elle change de partenaire de double pour 2014, alors que son association avec Hradecká est une des plus performantes qui soit. Cette décision découle de sa volonté de progresser en simple : désormais, elle aura le même entraîneur que Lucie Šafářová et, du coup, jouera en double avec cette dernière.
Cette nouvelle collaboration commence de façon peu convaincante puisque, lors du premier tournoi de la saison, à Auckland, elles sont éliminées dès le premier tour en simple et ne passent qu'un tour en double malgré leur statut de première tête de série du tableau.
À l'Open d'Australie, Hlaváčková ne se sort pas des qualifications en simple et est éliminée en huitième de finale tant en double (avec Šafářová) qu'en double mixte (avec Max Mirnyi).
Une nette amélioration se produit lors du tournoi de Pattaya où elle atteint les demi-finales en double avec l'Espagnole Medina Garrigues mais aussi et surtout en simple, ce qui permet à la Tchèque de gagner une bonne quinzaine de places au classement WTA et de se rapprocher du top 100.
La suite de la saison est difficile avec des éliminations en simple au premier tour des qualifications à Miami, Indian Wells, et Dubaï, au premier tour à Monterrey et Katowice, puis au premier tour des qualifications à Roland-Garros.
Lors de ce tournoi du Grand Chelem, Andrea est aussi éliminée au premier tour en double et en double mixte. Andrea Hlaváčková et Lucie Šafářová décident alors de mettre un terme à leur collaboration. Andrea jouera désormais en double avec la Chinoise Zheng Jie et annonce aussi des changements dans son coaching.
La saison sur herbe commence pourtant par une nouvelle élimination au premier tour, lors du premier tournoi ITF de Nottingham (Aegon Trophy) début juin. Mais, la semaine suivante, Andrea atteint les demi-finales du second tournoi ITF de Nottingham (Aegon Challenge).
Le tirage au sort pour Wimbledon ne lui est pas favorable puisque Andrea tombe dès le premier tour sur Petra Kvitová (défaite 6-3, 6-0), future gagnante du tournoi. Par contre, en double, Andrea atteint les demi-finales avec Zheng Jie.
De retour sur terre battue à Bad Gastein début juillet, Andrea est à nouveau desservie par le tirage, tombant d'entrée sur l'étoile montante du tennis italien, Camila Giorgi (défaite 6-2, 6-3). Perdant les points de sa finale de l'an passé, Andrea tombe alors au-delà de la 180e place mondiale.
En juillet, Andrea participe avec peu de succès à deux tournois ITF, étant éliminée au second tour à Olomouc (République tchèque) et au premier tour à Sobota (Pologne).
En août, la tournée américaine n'est pas plus favorable en simple puisqu'elle est éliminée au premier tour des qualifications à Montréal puis à Cincinnati, puis au second tour des qualifications de l'US Open. En double, avec comme partenaire ponctuelle la Japonaise Kimiko Date-Krumm, elle atteint les seizièmes de finale à Montréal et surtout les demi-finales à Cincinnati, avant de retrouver Zheng Jie à l'US Open où elles atteignent les quarts de finale.
En septembre, Andrea réalise enfin de bonnes performances en simple lors du tournoi de Québec dont elle atteint les quarts de finale, éliminée de peu en trois sets acharnés par Julia Görges, avec laquelle elle atteint la finale du tournoi de double.
Lors de la tournée asiatique, Andrea paye cher sa chute au classement individuel en ne pouvant pas même accéder aux tableaux de qualifications. Elle se rattrape par contre largement en double, avec sa nouvelle partenaire Peng Shuai, en atteignant les demi-finales à Wuhan et surtout en remportant le tournoi Premier de Pékin.
Andrea est alors sélectionnée pour jouer la finale de la Fed Cup en double avec Hradecká. Aussi les deux anciennes partenaires décident de rejouer ensemble : leurs réflexes reviennent vite puisqu'elles gagnent fin octobre le tournoi ITF de Poitiers. Le 3 novembre, Andrea Hlaváčková et Lucie Hradecká annoncent qu'elles joueront à nouveau ensemble en double en 2015. Les 8 et 9 novembre, Andrea remporte pour la seconde fois (après 2012) la Fed Cup avec l'équipe nationale tchèque.
Andrea termine l'année classée 15e mondiale en double et 166e mondiale en simple.

### 2015

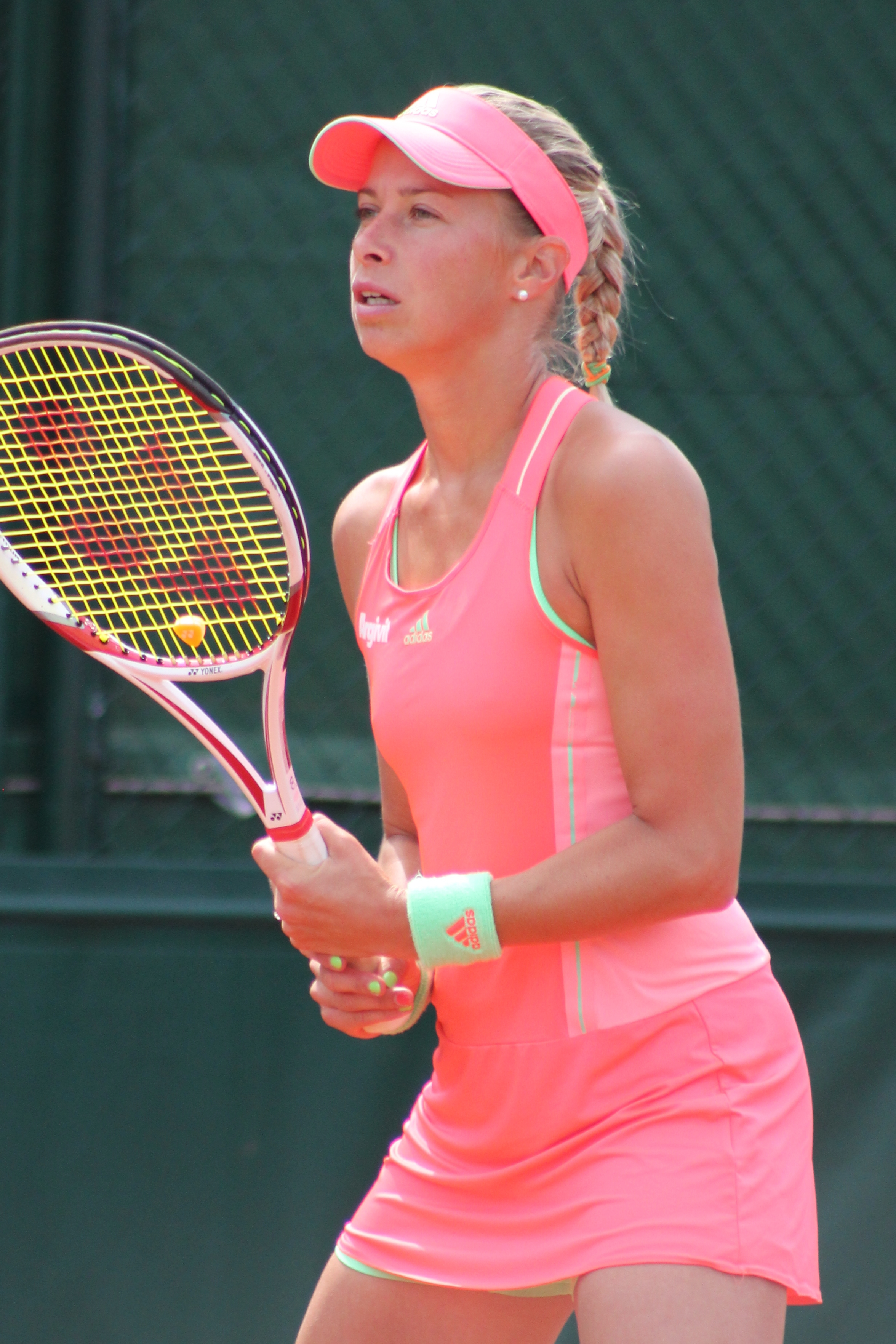
Hlaváčková à Roland-Garros 2015.

L'année 2015 commence difficilement pour Andrea, éliminée dès le premier tour de qualification en simple à Aukland, et n'atteignant que la demi-finale en double avec Lucie Hradecká : la paire reconstituée n'est pas victorieuse. Ce n'est guère mieux lors du premier Grand Chelem de l'année en Australie : Andrea passe un seul tour de qualifications en simple, atteint seulement les huitièmes de finale en double avec Lucie Hradecká et les quarts en mixte avec l'Autrichien Alexander Peya.
Une demi-finale en simple en tournoi ITF de Burnie (Australie) note un léger mieux pour Andrea mais son élimination en qualifications du tournoi de Pattaya signifie la perte des points de la demi-finale atteinte en 2014. Andrea tombe à la 229e place mondiale en simple, elle sort du top 200 pour la première fois depuis août 2009 et n'est même plus sûre de pouvoir accéder aux tableaux de qualifications de nombreux tournois WTA.
En février à Acapulco, Andrea n'accède effectivement pas au simple mais, avec Lucie Hradecká, elle atteint la finale du tournoi de double. Attendues ensuite à Monterrey, les deux partenaires accèdent aux qualifications en simple mais doivent jouer deux matchs dans la même journée. Elles gagnent toutes deux le premier tour et perdent ensuite. Elles se retrouvent alors ensemble pour le double et atteignent les demi-finales du tournoi.
Le mois de mars est consacré aux deux grands tournois d'Indian Wells et Miami. En simple, Andrea est éliminée au premier tour des qualifications à Indian Wells et est trop mal classée pour participer aux qualifications de Miami. En double, avec Lucie Hradecká, elle atteint respectivement les huitièmes de finale et les demi-finales. À la fin de la tournée américaine, Andréa est classée 199e joueuse mondiale en simple et 16e en double.
En avril, mois qu'elle consacre aux simples, Andrea atteint les demi-finales du tournoi ITF de Barnstaple, mais elle est ensuite éliminée au premier tour lors du tournoi ITF d'Istambul, puis au premier tour des qualifications du tournoi WTA de Prague.
En mai, Andrea est trop mal classée pour accéder aux qualifications en simple des tournois de Madrid et Rome auxquels elle participe en double avec sa partenaire historique, Lucie Hradecká. Hélas, la « magie » n'agit plus puisque les deux amies sont éliminées d'entrée à Madrid et ne passent qu'un tour à Rome.
Andrea retrouve le chemin de la victoire lors des qualifications de Roland-Garros : elle gagne ses trois matchs et se qualifie pour le grand tableau. Malheureusement, le sort lui désigne comme adversaire la no 1 mondiale Serena Williams qui s'impose 6-2, 6-3. Les bonnes sensations reviennent aussi en double puisque Andrea et Lucie Hradecká vont jusqu'en demi-finale.
À peine la demi-finale du double de Roland-Garros terminée, Andrea se précipite aux Pays-Bas pour les qualifications du tournoi WTA de Bois-le-Duc, joué sur herbe, et où son premier match a été décalé au lendemain en attendant sa venue. Malgré le changement de surface, et sans aucun entrainement sur herbe, Andrea remporte ses deux premiers tours dans la même journée. Le lendemain, elle gagne le troisième tour de qualifications par 6-1, 6-0. Ensuite, elle passe un tour dans le tableau principal, éliminée par Jelena Janković. La semaine suivante, Andrea et Lucie Hradecká atteignent en double la finale du tournoi de Birmingham.
Avec les points gagnés à Roland-Garros et à Bois-le-Duc, Andrea revient à la 156e place mondiale en simple : près de 80 places de gagnées depuis février 2015. En double, elle revient dans le top 10 (9e place mondiale).
Hélas, le tournoi de Wimbledon se passe mal pour Andrea, éliminée en simple au premier tour des qualifications, éliminée en double (avec Hradecká) dès le second tour, et éliminée du double mixte (avec le Polonais Kubot) en huitième de finale.
Le 9 août, Andrea remporte en simple le tournoi ITF organisé à Plzen (Tchéquie), sa ville de naissance, et remonte à la 136e place au classement WTA.
La tournée américaine commence de façon catastrophique puisque la paire Andrea/Lucie Hradecká est éliminée au premier tour tant à Toronto qu'à Cincinnati (Andrea étant trop mal classée pour participer aux simples, même en qualifications).
À l'US Open, Andrea est éliminée au premier tour des qualifications en simple. En double avec Hradecká elle s'arrête en 1/8e de finale, mais atteint la demi-finale du double mixte avec le polonais Kubot.
En double, Andrea et Hradecká sont en course pour participer en fin d'année aux "WTA Finals" (communément appelées le Masters). Lors de la tournée asiatique, elles atteignent les demi-finales à Wuhan et les quarts de finale à Pékin.
Finalistes à Linz (Autriche), Andrea et Lucie Hradecká terminent 9e équipe à la "Race" alors que huit seulement sont qualifiées, mais elles sont repêchées après le forfait d'une des équipes qualifiées.
Lors des WTA finals, elles sortent de leur poule de quatre et se qualifient donc pour les demi-finales, mais sont alors éliminées par la paire espagnole Muguruza/Suarez-Navarro. Andrea et Lucie Hradecká finissent néanmoins l'année parmi les quatre paires qualifiées en demi-finales, une bonne performance.
Andrea termine l'année classée 20e mondiale en double mais seulement 162e mondiale en simple.

### 2016
Au début de l'année 2016, en simple, Andrea est éliminée après un tour de qualification à Auckland, puis sort de l'Open d'Australie, au premier tour. En double, avec Lucie Hradecká, Andrea atteint la finale du double de l'Open d'Australie.
Lors des tournois d'Indian Wells et Miami (tournée américaine de mars), Andrea et Hradecká atteignent les quarts de finale. En avril, elle s'associe en double avec la russe Gasparyan et gagne le tournoi WTA de Prague, puis atteint un quart de finale en double à Roland-Garros, avec Hradecká.
Aux Jeux olympiques, Hradecká et Hlaváčková atteignent la demi-finale, au cours de laquelle elle est blessée au visage.
En fin de saison, elle remporte deux victoires, en double avec Hradecka, à Québec et Moscou. Andrea termine l'année classée 9e mondiale en double et 271e en simple.

### 2017 - Victoire au Masters de double
En 2017, Andrea commence la saison de double avec comme partenaire la Chinoise Peng Shuai. La paire atteint la finale du premier tournoi majeur de l'année : l'Open d'Australie.
À mi-saison, lorsque cette équipe est positionnée pour participer aux finales WTA (dites le « Masters ») de fin de saison, Peng annonce vouloir se consacrer au simple. Andréa s'associe alors avec la Hongroise Timea Babos, avec qui elle remporte plusieurs tournois (Rabat, Québec, Tashkent, Moscou) et atteint plusieurs fois la finale (Madrid, Pékin) : en une demi-saison, elles parviennent à se qualifier pour les WTA Finals.
Fin octobre, sur leur lancée, les deux joueuses gagnent leurs trois matchs (quart de finale, demi-finale, finale) et remportent le Masters, en éliminant au passage la paire composée de Chan et de Martina Hingis, qui part à la retraite sur une défaite.
Andrea finit l'année à la 5e place mondiale en double. En revanche, en simple, elle finit l'année à la 473e place mondiale, loin de son meilleur classement (58e).

### 2018
Début 2018, Andrea joue en double avec une nouvelle partenaire : il s'agit de la Taïwanaise Chan Yung-jan, numéro un mondiale ex aequo avec sa précédente partenaire Martina Hingis, qui a pris sa retraite fin 2017.
Début 2018, la nouvelle équipe Hlavackova-Chan parvient en demi-finale à Brisbane, en finale à Sydney, et seulement en quart de finale à l'Open d'Australie (tournoi du Grand Chelem).
L'association avec Chan Yung-jan n'étant pas fructueuse, elles se séparent et Andrea fait alors équipe avec Barbora Strýcová qu'elle connait depuis le plus jeune âge, les deux amies étant de la ville de Plzeň. Cette nouvelle équipe fonctionne plutôt bien puisqu'elle atteint les demi-finales à Roland-Garros, gagne les tournois de New Haven et Pékin, atteint la finale à Tokyo et Wuhan, et va en demi-finale des Masters de fin d'année (finales WTA).
Du coup, Barbora finit l'année à la 5e place mondiale en double et Andréa à la 7e.

### 2019 - 2022
Blessée au poignet à l'entrainement, Andrea ne peut pas jouer lors du début de saison 2019. Elle ne joue ensuite aucun match jusqu'en juillet 2022 où elle joue deux matchs en double au tournoi de Prague avant d'annoncer sa retraite sportive.

## Palmarès

### Titre en simple dames
Aucun

### Finale en simple dames
| No | Date       | Nom et lieu du tournoi                 | Catégorie | Dotation  | Surface      | Vainqueure        | Score    |          |
| -- | ---------- | -------------------------------------- | --------- | --------- | ------------ | ----------------- | -------- | -------- |
| 1  | 15-07-2013 | Nürnberger Gastein Ladies, Bad Gastein | Intern'l  | 235 000 $ | Terre (ext.) | Yvonne Meusburger | 7-5, 6-2 | Parcours |

### Titres en double dames
| No | Date       | Nom et lieu du tournoi                            | Catégorie | Dotation     | Surface         | Partenaire          | Finalistes                           | Score             |          |
| -- | ---------- | ------------------------------------------------- | --------- | ------------ | --------------- | ------------------- | ------------------------------------ | ----------------- | -------- |
| 1  | 07-05-2007 | ECM Open Prague                                   | Tier IV   | 145 000 $    | Terre (ext.)    | Petra Cetkovská     | Ji Chunmei Sun Shengnan              | 7-67, 6-2         | Parcours |
| 2  | 28-04-2008 | ECM Open Prague                                   | Tier IV   | 145 000 $    | Terre (ext.)    | Lucie Hradecká      | Jill Craybas Michaëlla Krajicek      | 1-6, 6-3, [10-6]  | Parcours |
| 3  | 14-07-2008 | Gastein Ladies Bad Gastein                        | Tier III  | 175 000 $    | Terre (ext.)    | Lucie Hradecká      | Sesil Karatantcheva Nataša Zorić     | 6-3, 6-3          | Parcours |
| 4  | 20-07-2009 | Gastein Ladies Bad Gastein                        | Intern'l  | 220 000 $    | Terre (ext.)    | Lucie Hradecká      | Tatjana Malek Andrea Petkovic        | 6-2, 6-4          | Parcours |
| 5  | 04-01-2010 | Brisbane International Brisbane                   | Intern'l  | 220 000 $    | Dur (ext.)      | Lucie Hradecká      | Melinda Czink Arantxa Parra Santonja | 2-6, 7-63, [10-4] | Parcours |
| 6  | 18-04-2011 | GP Princesse Lalla Meryem Fès                     | Intern'l  | 220 000 $    | Terre (ext.)    | Renata Voráčová     | Nina Bratchikova Sandra Klemenschits | 6-3, 6-4          | Parcours |
| 7  | 16-05-2011 | Brussels Open Bruxelles                           | Premier   | 618 000 $    | Terre (ext.)    | Galina Voskoboeva   | Klaudia Jans Alicja Rosolska         | 3-6, 6-0, [10-5]  | Parcours |
| 8  | 22-05-2011 | Roland-Garros Paris                               | G. Chelem | 10 676 582 $ | Terre (ext.)    | Lucie Hradecká      | Sania Mirza Elena Vesnina            | 6-4, 6-3          | Parcours |
| 9  | 02-01-2012 | ASB Classic Auckland                              | Intern'l  | 220 000 $    | Dur (ext.)      | Lucie Hradecká      | Julia Görges Flavia Pennetta         | 6-72, 6-2, [10-7] | Parcours |
| 10 | 19-02-2012 | Memphis International Memphis                     | Intern'l  | 220 000 $    | Dur (int.)      | Lucie Hradecká      | Vera Dushevina Olga Govortsova       | 6-3, 6-4          | Parcours |
| 11 | 13-08-2012 | Western & Southern Open Cincinnati                | Premier 5 | 2 168 400 $  | Dur (ext.)      | Lucie Hradecká      | Katarina Srebotnik Zheng Jie         | 6-1, 6-3          | Parcours |
| 12 | 15-10-2012 | BNP Paribas Open Luxembourg                       | Intern'l  | 220 000 $    | Dur (int.)      | Lucie Hradecká      | Irina-Camelia Begu Monica Niculescu  | 6-3, 6-4          | Parcours |
| 13 | 08-07-2013 | Hungarian Grand Prix Budapest                     | Intern'l  | 235 000 $    | Terre (ext.)    | Lucie Hradecká      | Nina Bratchikova Anna Tatishvili     | 6-4, 6-1          | Parcours |
| 14 | 26-08-2013 | US Open Flushing Meadows                          | G. Chelem | 16 102 000 $ | Dur (ext.)      | Lucie Hradecká      | Ashleigh Barty Casey Dellacqua       | 6-74, 6-1, 6-4    | Parcours |
| 15 | 27-09-2014 | China Open Pékin                                  | PREMIER*  | 5 427 105 $  | Dur (ext.)      | Peng Shuai          | Cara Black Sania Mirza               | 6-4, 6-4          | Parcours |
| 16 | 25-04-2016 | J&T Banka Prague Open Prague                      | Intern'l  | 500 000 $    | Terre (ext.)    | Margarita Gasparyan | María Irigoyen Paula Kania           | 6-4, 6-2          | Parcours |
| 17 | 06-06-2016 | Aegon Open Nottingham Nottingham                  | Intern'l  | 250 000 $    | Gazon (ext.)    | Peng Shuai          | Gabriela Dabrowski Yang Zhaoxuan     | 7-5, 3-6, [10-7]  | Parcours |
| 18 | 12-09-2016 | Coupe Banque Nationale Québec                     | Intern'l  | 250 000 $    | Moquette (int.) | Lucie Hradecká      | Alla Kudryavtseva Alexandra Panova   | 7-62, 7-62        | Parcours |
| 19 | 17-10-2016 | VTB Kremlin Cup Moscou                            | Premier   | 823 888 $    | Dur (int.)      | Lucie Hradecká      | Daria Gavrilova Daria Kasatkina      | 4-6, 6-0, [10-7]  | Parcours |
| 20 | 01-01-2017 | Shenzhen Open Shenzhen                            | Intern'l  | 750 000 $    | Dur (ext.)      | Peng Shuai          | Raluca Olaru Olga Savchuk            | 6-1, 7-5          | Parcours |
| 21 | 01-05-2017 | Grand Prix De SAR La Princesse Lalla Meryem Rabat | Intern'l  | 250 000 $    | Terre (ext.)    | Tímea Babos         | Nina Stojanović Maryna Zanevska      | 2-6, 6-3, [10-5]  | Parcours |
| 22 | 11-09-2017 | Coupe Banque Nationale Québec                     | Intern'l  | 250 000 $    | Moquette (int.) | Tímea Babos         | Bianca Andreescu Carson Branstine    | 6-3, 6-1          | Parcours |
| 23 | 25-09-2017 | Tashkent Open Tachkent                            | Intern'l  | 250 000 $    | Dur (ext.)      | Tímea Babos         | Nao Hibino Oksana Kalashnikova       | 7-5, 6-4          | Parcours |
| 24 | 16-10-2017 | VTB Kremlin Cup Moscou                            | Premier   | 855 308 $    | Dur (int.)      | Tímea Babos         | Nicole Melichar Anna Smith           | 6-2, 3-6, [10-3]  | Parcours |
| 25 | 22-10-2017 | BNP Paribas WTA Finals Singapour                  | Masters   | 7 000 000 $  | Dur (int.)      | Tímea Babos         | Kiki Bertens Johanna Larsson         | 4-6, 6-4, [10-5]  | Parcours |
| 26 | 20-08-2018 | Connecticut Open New Haven                        | Premier   | 710 900 $    | Dur (ext.)      | Barbora Strýcová    | Hsieh Su-wei Laura Siegemund         | 6-4, 67-7, [10-4] | Parcours |
| 27 | 29-09-2018 | China Open Pékin                                  | PREMIER*  | 6 381 679 $  | Dur (ext.)      | Barbora Strýcová    | Gabriela Dabrowski Xu Yifan          | 4-6, 6-4, [10-8]  | Parcours |

### Finales en double dames
| No | Date       | Nom et lieu du tournoi                     | Catégorie     | Dotation     | Surface         | Vainqueures                           | Partenaire       | Score              |          |
| -- | ---------- | ------------------------------------------ | ------------- | ------------ | --------------- | ------------------------------------- | ---------------- | ------------------ | -------- |
| 1  | 14-02-2011 | Cellular South Cup Memphis                 | Intern'l      | 220 000 $    | Dur (int.)      | Olga Govortsova Alla Kudryavtseva     | Lucie Hradecká   | 6-3, 4-6, [10-8]   | Parcours |
| 2  | 11-07-2011 | XXIV Internazionali Femminili Palerme      | Intern'l      | 220 000 $    | Terre (ext.)    | Sara Errani Roberta Vinci             | Klára Zakopalová | 7-5, 6-1           | Parcours |
| 3  | 25-06-2012 | The Championships Wimbledon                | G. Chelem     | 11 174 883 $ | Gazon (ext.)    | Serena Williams Venus Williams        | Lucie Hradecká   | 7-5, 6-4           | Parcours |
| 4  | 28-07-2012 | Olympic Tennis Event Wimbledon             | J. olympiques | NC           | Gazon (ext.)    | Serena Williams · Venus Williams      | Lucie Hradecká   | 6-4, 6-4           | Parcours |
| 5  | 19-08-2012 | New Haven Open at Yale New Haven           | Premier       | 637 000 $    | Dur (ext.)      | Liezel Huber Lisa Raymond             | Lucie Hradecká   | 4-6, 6-0, [10-4]   | Parcours |
| 6  | 27-08-2012 | US Open Flushing Meadows                   | G. Chelem     | 11 517 008 $ | Dur (ext.)      | Sara Errani Roberta Vinci             | Lucie Hradecká   | 6-4, 6-2           | Parcours |
| 7  | 23-10-2012 | WTA Championships Istanbul                 | Masters       | 4 900 000 $  | Dur (int.)      | Maria Kirilenko Nadia Petrova         | Lucie Hradecká   | 6-1, 6-4           | Parcours |
| 8  | 28-01-2013 | Open GDF Suez Paris                        | Premier       | 690 000 $    | Dur (int.)      | Sara Errani Roberta Vinci             | Liezel Huber     | 6-1, 6-1           | Parcours |
| 9  | 01-04-2013 | Family Circle Cup Charleston               | Premier       | 795 707 $    | Terre (ext.)    | Kristina Mladenovic Lucie Šafářová    | Liezel Huber     | 6-3, 7-66          | Parcours |
| 10 | 09-09-2013 | Challenge Bell Québec                      | Intern'l      | 235 000 $    | Moquette (int.) | Alla Kudryavtseva Anastasia Rodionova | Lucie Hradecká   | 6-4, 6-3           | Parcours |
| 11 | 08-09-2014 | Coupe Banque Nationale Québec              | Intern'l      | 250 000 $    | Moquette (int.) | Lucie Hradecká Mirjana Lučić-Baroni   | Julia Görges     | 6-3, 7-68          | Parcours |
| 12 | 23-02-2015 | Abierto Mexicano Telcel Acapulco           | Intern'l      | 250 000 $    | Dur (ext.)      | Lara Arruabarrena M. T. Torró Flor    | Lucie Hradecká   | 7-62, 5-7, [13-11] | Parcours |
| 13 | 15-06-2015 | Aegon Classic Birmingham                   | Premier       | 731 000 $    | Gazon (ext.)    | Garbiñe Muguruza Carla Suárez Navarro | Lucie Hradecká   | 6-4, 6-4           | Parcours |
| 14 | 12-10-2015 | Generali Ladies Linz                       | Intern'l      | 250 000 $    | Dur (int.)      | Raquel Kops-Jones Abigail Spears      | Lucie Hradecká   | 6-3, 7-5           | Parcours |
| 15 | 18-01-2016 | Australian Open Melbourne                  | G. Chelem     | 14 835 728 $ | Dur (ext.)      | Martina Hingis Sania Mirza            | Lucie Hradecká   | 7-61, 6-3          | Parcours |
| 16 | 16-01-2017 | Australian Open Melbourne                  | G. Chelem     | NC           | Dur (ext.)      | Bethanie Mattek-Sands Lucie Šafářová  | Peng Shuai       | 64-7, 6-3, 6-3     | Parcours |
| 17 | 19-02-2017 | Dubaï Duty Free Tennis Championships Dubaï | Premier 5     | 2 666 000 $  | Dur (ext.)      | Ekaterina Makarova Elena Vesnina      | Peng Shuai       | 6-2, 4-6, [10-7]   | Parcours |
| 18 | 06-05-2017 | Mutua Madrid Open Madrid                   | PREMIER*      | 6 408 230 €  | Terre (ext.)    | Chan Yung-jan Martina Hingis          | Tímea Babos      | 6-4, 6-3           | Parcours |
| 19 | 30-09-2017 | China Open Pékin                           | PREMIER*      | 7 027 063 $  | Dur (ext.)      | Chan Yung-jan Martina Hingis          | Tímea Babos      | 6-1, 6-4           | Parcours |
| 20 | 07-01-2018 | Sydney International Sydney                | Premier       | 799 000 $    | Dur (ext.)      | Gabriela Dabrowski Xu Yifan           | Latisha Chan     | 6-3, 6-1           | Parcours |
| 21 | 14-05-2018 | Internazionali d'Italia Rome               | Premier 5     | 3 351 720 $  | Terre (ext.)    | Ashleigh Barty Demi Schuurs           | Barbora Strýcová | 6-3, 6-4           | Parcours |
| 22 | 17-09-2018 | Pan Pacific Open Tokyo                     | Premier       | 890 100 $    | Dur (ext.)      | Miyu Kato Makoto Ninomiya             | Barbora Strýcová | 6-4, 6-4           | Parcours |
| 23 | 23-09-2018 | Wuhan Open Wuhan                           | Premier 5     | 2 365 250 $  | Dur (ext.)      | Elise Mertens Demi Schuurs            | Barbora Strýcová | 6-3, 6-3           | Parcours |

### Titre en double mixte
| No | Date       | Nom et lieu du tournoi   | Catégorie | Dotation     | Surface    | Partenaire | Finalistes                       | Score     |          |
| -- | ---------- | ------------------------ | --------- | ------------ | ---------- | ---------- | -------------------------------- | --------- | -------- |
| 1  | 26-08-2013 | US Open Flushing Meadows | G. Chelem | 16 102 000 $ | Dur (ext.) | Max Mirnyi | Abigail Spears Santiago González | 7-65, 6-3 | Parcours |

## Parcours en Grand Chelem

### En simple dames
| Année | Open d'Australie                                         | Open d'Australie                                   | Internationaux de France                           | Internationaux de France                              | Wimbledon                                              | Wimbledon                                           | US Open                                                  | US Open |
| ----- | -------------------------------------------------------- | -------------------------------------------------- | -------------------------------------------------- | ----------------------------------------------------- | ------------------------------------------------------ | --------------------------------------------------- | -------------------------------------------------------- | ------- |
| 2006  | —                                                        | —                                                  | —                                                  | —                                                     | —                                                      | —                                                   | Q1 \|\| style="text-align:left" \| M.J. Martínez Sánchez |         |
| 2007  | —                                                        | —                                                  | Q1 \|\| style="text-align:left" \| Andrea Petkovic | Q1 \|\| style="text-align:left" \| Tatiana Perebiynis | Q1 \|\| style="text-align:left" \| Anne Kremer         |                                                     |                                                          |         |
|       |                                                          |                                                    |                                                    |                                                       |                                                        |                                                     |                                                          |         |
| 2009  | —                                                        | —                                                  | —                                                  | —                                                     | —                                                      | —                                                   | Q2 \|\| style="text-align:left" \| Elena Baltacha        |         |
| 2010  | Q2 \|\| style="text-align:left" \| Angelique Kerber      | Q2 \|\| style="text-align:left" \| Ksenia Pervak   | 2e tour (1/32)                                     | Vera Zvonareva                                        | Q1 \|\| style="text-align:left" \| Julia Boserup       |                                                     |                                                          |         |
| 2011  | 2e tour (1/32)                                           | Victoria Azarenka                                  | 1er tour (1/64)                                    | Victoria Azarenka                                     | 2e tour (1/32)                                         | Jarmila Gajdošová                                   | Q3 \|\| style="text-align:left" \| Alexandra Panova      |         |
| 2012  | 1er tour (1/64)                                          | Nadia Petrova                                      | Q2 \|\| style="text-align:left" \| Chan Yung-jan   | 2e tour (1/32)                                        | Kim Clijsters                                          | 4e tour (1/8)                                       | Serena Williams                                          |         |
| 2013  | 1er tour (1/64)                                          | Donna Vekić                                        | 1er tour (1/64)                                    | A. Pavlyuchenkova                                     | 1er tour (1/64)                                        | Elena Vesnina                                       | Q3 \|\| style="text-align:left" \| Grace Min             |         |
| 2014  | Q2 \|\| style="text-align:left" \| Alla Kudryavtseva     | Q1 \|\| style="text-align:left" \| Laura Siegemund | 1er tour (1/64)                                    | Petra Kvitová                                         | Q2 \|\| style="text-align:left" \| Ksenia Pervak       |                                                     |                                                          |         |
| 2015  | -                                                        | -                                                  | 1er tour (1/64)                                    | Serena Williams                                       | Q1 \|\| style="text-align:left" \| Kateryna Bondarenko | Q1 \|\| style="text-align:left" \| Raveena Kingsley |                                                          |         |
| 2016  | Q1 \|\| style="text-align:left" \| M.J. Martínez Sánchez | Q2 \|\| style="text-align:left" \| Louisa Chirico  | Q3 \|\| style="text-align:left" \| Tamira Paszek   | —                                                     | —                                                      |                                                     |                                                          |         |

À droite du résultat, l'ultime adversaire.

### En double dames
| Année | Open d'Australie           | Open d'Australie           | Internationaux de France    | Internationaux de France   | Wimbledon                    | Wimbledon                   | US Open                     | US Open                       |
| ----- | -------------------------- | -------------------------- | --------------------------- | -------------------------- | ---------------------------- | --------------------------- | --------------------------- | ----------------------------- |
| 2007  | -                          | -                          | -                           | -                          | 2e tour (1/16) Sandra Klösel | M. Krajicek A. Radwańska    | -                           | -                             |
| 2008  | -                          | -                          | -                           | -                          | 1er tour (1/32) Olga Savchuk | Vania King Kudryavtseva     | -                           | -                             |
| 2009  | 2e tour (1/16) L. Hradecká | Hsieh Su-wei Peng Shuai    | 1er tour (1/32) L. Hradecká | S. Williams V. Williams    | 1er tour (1/32) L. Hradecká  | Anabel Medina V. Ruano      | 2e tour (1/16) L. Hradecká  | Sam Stosur Rennae Stubbs      |
| 2010  | 3e tour (1/8) L. Hradecká  | S. Williams V. Williams    | 3e tour (1/8) L. Hradecká   | S. Williams V. Williams    | 2e tour (1/16) L. Hradecká   | I. Benešová B. Z. Strýcová  | 1er tour (1/32) L. Hradecká | D. Hantuchová C. Wozniacki    |
| 2011  | 2e tour (1/16) L. Hradecká | Květa Peschke K. Srebotnik | Victoire L. Hradecká        | Sania Mirza Elena Vesnina  | 1er tour (1/32) L. Hradecká  | Klaudia Jans A. Rosolska    | 1/4 de finale L. Hradecká   | Vania King Y. Shvedova        |
| 2012  | 1/2 finale L. Hradecká     | Sara Errani Roberta Vinci  | 1/2 finale L. Hradecká      | M. Kirilenko Nadia Petrova | Finale L. Hradecká           | S. Williams V. Williams     | Finale L. Hradecká          | Sara Errani Roberta Vinci     |
| 2013  | 2e tour (1/16) L. Hradecká | Kimiko Date Arantxa Parra  | 1/2 finale L. Hradecká      | E. Makarova Elena Vesnina  | 1/4 de finale L. Hradecká    | A. Barty C. Dellacqua       | Victoire L. Hradecká        | A. Barty C. Dellacqua         |
| 2014  | 1/4 de finale L. Šafářová  | E. Makarova Elena Vesnina  | 1er tour (1/32) L. Šafářová | S. Fichman Pavlyuchenkova  | 1/2 finale Zheng Jie         | Sara Errani Roberta Vinci   | 1/4 de finale Zheng Jie     | Kimiko Date B. Z. Strýcová    |
| 2015  | 3e tour (1/8) L. Hradecká  | Klaudia Jans A. Klepač     | 1/2 finale L. Hradecká      | B. Mattek L. Šafářová      | 2e tour (1/16) L. Hradecká   | Karin Knapp Roberta Vinci   | 3e tour (1/8) L. Hradecká   | A.-L. Grönefeld C. Vandeweghe |
| 2016  | Finale L. Hradecká         | M. Hingis Sania Mirza      | 1/4 de finale L. Hradecká   | B. Krejčíková K. Siniaková | 3e tour (1/8) L. Hradecká    | S. Williams V. Williams     | 3e tour (1/8) L. Hradecká   | B. Krejčíková K. Siniaková    |
| 2017  | Finale Peng Shuai          | B. Mattek L. Šafářová      | 2e tour (1/16) Tímea Babos  | Raluca Olaru Olga Savchuk  | 3e tour (1/8) Tímea Babos    | S. Kuznetsova K. Mladenovic | 1/4 de finale Tímea Babos   | Sania Mirza Peng Shuai        |
| 2018  | 1/4 de finale Latisha Chan | Tímea Babos K. Mladenovic  | 1/2 finale B. Strýcová      | B. Krejčíková K. Siniaková | 3e tour (1/8) B. Strýcová    | B. Mattek L. Šafářová       | 3e tour (1/8) B. Strýcová   | Ashleigh Barty C. Vandeweghe  |

sous le résultat, la partenaire ; à droite, l'ultime équipe adverse.

### En double mixte
| Année | Open d'Australie                  | Open d'Australie              | Internationaux de France         | Internationaux de France    | Wimbledon                        | Wimbledon                   | US Open                           | US Open                     |
| ----- | --------------------------------- | ----------------------------- | -------------------------------- | --------------------------- | -------------------------------- | --------------------------- | --------------------------------- | --------------------------- |
| 2009  | -                                 | -                             | -                                | -                           | 1er tour (1/32) Filip Polášek    | An. Rodionova Paul Hanley   | -                                 | -                           |
| 2010  | -                                 | -                             | 2e tour (1/8) M. Mertiňák        | T. Garbin M. Matkowski      | 1er tour (1/32) M. Mertiňák      | E. Baltacha Ken Skupski     | 1er tour (1/16) M. Mertiňák       | Melanie Oudin Ryan Harrison |
| 2011  | -                                 | -                             | -                                | -                           | 2e tour (1/16) David Marrero     | A. Petkovic F. López        | 1er tour (1/16) Horia Tecău       | Irina Falconi Steve Johnson |
| 2012  | 1/4 de finale A.-U.-H. Qureshi    | Roberta Vinci D. Bracciali    | 1er tour (1/16) A.-U.-H. Qureshi | G. Voskoboeva D. Bracciali  | 2e tour (1/16) A.-U.-H. Qureshi  | Hsieh Su-wei Colin Fleming  | 2e tour (1/8) M. Bhupathi         | N. Llagostera David Marrero |
| 2013  | 2e tour (1/8) D. Bracciali        | L. Hradecká F. Čermák         | 2e tour (1/8) Lukáš Dlouhý       | Lisa Raymond Bruno Soares   | 2e tour (1/16) Max Mirnyi        | V. Dushevina J.-J. Rojer    | Victoire Max Mirnyi               | A. Spears S. González       |
| 2014  | 2e tour (1/8) Max Mirnyi          | Julia Görges A.-U.-H. Qureshi | 1er tour (1/16) Marc López       | K. Srebotnik Rohan Bopanna  | 3e tour (1/8) Rohan Bopanna      | An. Rodionova Mikhail Elgin | 2e tour (1/8) A. Peya             | T. Townsend Donald Young    |
| 2015  | 1/4 de finale A. Peya             | M. Hingis Leander Paes        | 1er tour (1/16) Marc López       | M. J. Martínez R. Lindstedt | 3e tour (1/8) Łukasz Kubot       | Elena Vesnina M. Matkowski  | 1/2 finale Łukasz Kubot           | B. Mattek Sam Querrey       |
| 2016  | 2e tour (1/8) Łukasz Kubot        | Chan Yung-jan Rohan Bopanna   | 1/2 finale Roger-Vasselin        | Martina Hingis Leander Paes | 3e tour (1/8) Łukasz Kubot       | A. Klepač A. Peya           | 2e tour (1/8) Łukasz Kubot        | G. Dabrowski Rohan Bopanna  |
| 2017  | 1er tour (1/16) É. Roger-Vasselin | Raquel Atawo R. Lindstedt     | 1/2 finale É. Roger-Vasselin     | G. Dabrowski R. Bopanna     | 2e tour (1/16) É. Roger-Vasselin | Jocelyn Rae Ken Skupski     | 1er tour (1/16) É. Roger-Vasselin | C. Vandeweghe Horia Tecău   |
| 2018  | 1/4 de finale É. Roger-Vasselin   | E. Makarova Bruno Soares      | 2e tour (1/8) É. Roger-Vasselin  | G. Dabrowski Mate Pavić     | 3e tour (1/8) É. Roger-Vasselin  | N. Melichar A. Peya         | 1/4 de finale É. Roger-Vasselin   | Chr. McHale C. Harrison     |

sous le résultat, le partenaire ; à droite, l'ultime équipe adverse.

## Parcours en «Premier Mandatory» et «Premier 5»
Découlant d'une réforme du circuit WTA inaugurée en 2009, les tournois WTA « Premier Mandatory » et « Premier 5 » constituent les catégories d'épreuves les plus prestigieuses, après les quatre levées du Grand Chelem.

### En simple dames
| Année |       |                            |                |                               |                          |                            |                            |       |                         |       |                             |                             |
| Doha  | Dubaï | Indian Wells               | Miami          | Madrid                        | Rome                     | Canada                     | Cincinnati                 | Pékin |                         | Tokyo |                             |                             |
| Doha  | Dubaï | Indian Wells               | Miami          | Madrid                        | Rome                     | Canada                     | Cincinnati                 | Pékin | Guadalajara             |       |                             |                             |
| Doha  | Dubaï | Indian Wells               | Miami          | Madrid                        | Rome                     | Canada                     | Cincinnati                 | Pékin |                         |       |                             |                             |
| 2012  |       |                            | Hors catégorie |                               |                          | 2e tour (1/16) V. Azarenka | 1er tour (1/32) N. Petrova |       | 3e tour (1/8) A. Kerber |       | 1er tour (1/32) A. Ivanović | 1er tour (1/32) A. Ivanović |
| 2013  |       | 1er tour (1/32) N. Petrova | Hors catégorie | 1er tour (1/64) S. Kuznetsova | 1er tour (1/64) V. Duval |                            | 1er tour (1/32) J. Görges  |       |                         |       |                             |                             |

Sous le résultat, l’ultime adversaire.

### En double dames
| 2010                                                                          |                                                                                  |                                                                             |   |   |   |   |                                                                           |                                                                                  |   |                                                                        |                                                                        |   |                   |                                                                          |   |   |  |  |
| 2e tour (1/8) Hradecká \|\| style="text-align:left;" \| Petrova Stosur        | 1er tour (1/16) Hradecká \|\| style="text-align:left;" \| Llagostera Martínez    | —                                                                           | — | — | — | — | —                                                                         |                                                                                  |   | 2e tour (1/16) Savchuk \|\| style="text-align:left;" \| Mattek-Sands 8 | 2e tour (1/16) Hradecká \|\| style="text-align:left;" \| Medina 8      | — | —                 | —                                                                        | — |   |  |  |
| 2011                                                                          |                                                                                  |                                                                             |   |   |   |   |                                                                           |                                                                                  |   |                                                                        |                                                                        |   |                   |                                                                          |   |   |  |  |
| 1er tour (1/16) Hradecká \|\| style="text-align:left;" \| Mirza Vesnina       | 1er tour (1/16) Hradecká \|\| style="text-align:left;" \| Hsieh Su-wei Niculescu | —                                                                           | — | — | — | — | —                                                                         |                                                                                  |   | —                                                                      | —                                                                      | — | —                 | 2e tour (1/8) Hradecká \|\| style="text-align:left;" \| Grandin Uhlířová | — | — |  |  |
| 2012                                                                          |                                                                                  |                                                                             |   |   |   |   |                                                                           |                                                                                  |   |                                                                        |                                                                        |   |                   |                                                                          |   |   |  |  |
| 1/2 finale Hradecká \|\| style="text-align:left;" \| Mirza Vesnina            | 1er tour (1/16) Hradecká \|\| style="text-align:left;" \| Birnerová Jans-Ignacik | 2e tour (1/8) Hradecká \|\| style="text-align:left;" \| Makarova Vesnina    | — | — |   |   | —                                                                         | —                                                                                | — | —                                                                      | —                                                                      | — | Victoire Hradecká | Srebotnik Zheng Jie                                                      | — | — |  |  |
| 2013                                                                          |                                                                                  |                                                                             |   |   |   |   |                                                                           |                                                                                  |   |                                                                        |                                                                        |   |                   |                                                                          |   |   |  |  |
| 2e tour (1/8) Hradecká \|\| style="text-align:left;" \| Dushevina Panova      | 1er tour (1/16) Hradecká \|\| style="text-align:left;" \| Kuznetsova Pennetta    | 2e tour (1/8) Hradecká \|\| style="text-align:left;" \| Kuznetsova Pennetta | — | — |   |   | 1/4 de finale Šafářová \|\| style="text-align:left;" \| Petrova Srebotnik | 1/4 de finale Martić \|\| style="text-align:left;" \| Kudryavtseva Rodionova     | — | —                                                                      | 2e tour (1/8) Raymond \|\| style="text-align:left;" \| Kerber Petkovic | — | —                 |                                                                          |   |   |  |  |
| 2014                                                                          |                                                                                  |                                                                             |   |   |   |   |                                                                           |                                                                                  |   |                                                                        |                                                                        |   |                   |                                                                          |   |   |  |  |
| 1er tour (1/16) Šafářová \|\| style="text-align:left;" \| Date-Krumm Strýcová | 1er tour (1/16) Šafářová \|\| style="text-align:left;" \| Hingis Lisicki         |                                                                             |   |   |   |   |                                                                           | 1er tour (1/16) Šafářová \|\| style="text-align:left;" \| Kudryavtseva Rodionova |   |                                                                        |                                                                        |   |                   |                                                                          |   |   |  |  |

N.B. : le nom de la partenaire se trouve sous le résultat ; le nom des ultimes adversaires se trouve à droite.

## Parcours aux Masters

### En double dames
| # | Date       | Nom de l'édition           | ($)       | Surface    | Résultat      | Partenaire       | Ultimes adversaires                   | Score            |          |
| - | ---------- | -------------------------- | --------- | ---------- | ------------- | ---------------- | ------------------------------------- | ---------------- | -------- |
| 1 | 23/10/2012 | WTA Championships Istanbul | 4 900 000 | Dur (int.) | Finale        | Lucie Hradecká   | Maria Kirilenko Nadia Petrova         | 6-1, 6-4         | Parcours |
| 2 | 25/10/2015 | WTA Finals Singapour       | 7 000 000 | Dur (int.) | 1/2 finale    | Lucie Hradecká   | Garbiñe Muguruza Carla Suárez Navarro | 7-66, 6-0        | Parcours |
| 3 | 23/10/2016 | WTA Finals Singapour       | 7 000 000 | Dur (int.) | 1/4 de finale | Lucie Hradecká   | Ekaterina Makarova Elena Vesnina      | 6-2, 7-5         | Parcours |
| 4 | 22/10/2017 | WTA Finals Singapour       | 7 000 000 | Dur (int.) | Victoire      | Tímea Babos      | Kiki Bertens Johanna Larsson          | 4-6, 6-4, [10-5] | Parcours |
| 5 | 21/10/2018 | WTA Finals Singapour       | 7 000 000 | Dur (int.) | 1/2 finale    | Barbora Strýcová | Barbora Krejčíková Kateřina Siniaková | 6-3, 6-2         | Parcours |

## Parcours aux Jeux olympiques

### En double dames
| # | Date       | Nom de l'olympiade                  | Surface      | Résultat                 | Partenaire     | Ultimes adversaires               | Score    |          |
| - | ---------- | ----------------------------------- | ------------ | ------------------------ | -------------- | --------------------------------- | -------- | -------- |
| 1 | 28/07/2012 | Olympic Tennis Event Wimbledon      | Gazon (ext.) | Argent                   | Lucie Hradecká | Serena Williams · Venus Williams  | 6-4, 6-4 | Parcours |
| 2 | 06/08/2016 | Olympic Tennis Event Rio de Janeiro | Dur (ext.)   | 4e place (petite finale) | Lucie Hradecká | Lucie Šafářová · Barbora Strýcová | 7-5, 6-1 | Parcours |

## Parcours en Fed Cup
| #                                                                         | Date       | Lieu    | Surface      | Gagnante(s)                           | Perdante(s)                         | Score          |          |
|                                                                           |            |         |              |                                       |                                     |                |          |
| 2012 - 1/2 finale (groupe mondial) - République tchèque - Italie - 4 : 1  |            |         |              |                                       |                                     |                |          |
| 1                                                                         | 21/04/2012 | Ostrava | Dur (int.)   | Sara Errani                           | Andrea Hlaváčková                   | 2-6, 6-2, 6-2  | Parcours |
| 1                                                                         | 21/04/2012 | Ostrava | Dur (int.)   | Andrea Hlaváčková Lucie Hradecká      | Sara Errani Flavia Pennetta         | 5-6, ab.       | Parcours |
|                                                                           |            |         |              |                                       |                                     |                |          |
| 2012 - Finale (groupe mondial) - République tchèque - Serbie - 3 : 1      |            |         |              |                                       |                                     |                |          |
| 2                                                                         | 03/11/2012 | Prague  | Dur (int.)   | Bojana Jovanovski Aleksandra Krunić   | Andrea Hlaváčková Lucie Hradecká    | Non disputé    | Parcours |
|                                                                           |            |         |              |                                       |                                     |                |          |
| 2013 - 1er tour (groupe mondial) - République tchèque - Australie - 4 : 0 |            |         |              |                                       |                                     |                |          |
| 3                                                                         | 09/02/2013 | Ostrava | Dur (int.)   | Andrea Hlaváčková Lucie Hradecká      | Ashleigh Barty Casey Dellacqua      | 6-0, 7-61      | Parcours |
|                                                                           |            |         |              |                                       |                                     |                |          |
| 2013 - 1/2 finale (groupe mondial) - Italie - République tchèque - 3 : 1  |            |         |              |                                       |                                     |                |          |
| 4                                                                         | 20/04/2013 | Palerme | Terre (ext.) | Andrea Hlaváčková Lucie Hradecká      | Flavia Pennetta Francesca Schiavone | Non disputé    | Parcours |
|                                                                           |            |         |              |                                       |                                     |                |          |
| 2014 - 1er tour (groupe mondial) - Espagne - République tchèque - 2 : 3   |            |         |              |                                       |                                     |                |          |
| 5                                                                         | 08/02/2014 | Séville | Terre (ext.) | Andrea Hlaváčková Barbora Z. Strýcová | Sílvia Soler Carla Suárez Navarro   | 7-67, 6-3      | Parcours |
|                                                                           |            |         |              |                                       |                                     |                |          |
| 2014 - 1/2 finale (groupe mondial) - République tchèque - Italie - 4 : 0  |            |         |              |                                       |                                     |                |          |
| 6                                                                         | 19/04/2014 | Ostrava | Dur (int.)   | Andrea Hlaváčková Klára Zakopalová    | Camila Giorgi Karin Knapp           | 6-2, 5-7, 11-9 | Parcours |
|                                                                           |            |         |              |                                       |                                     |                |          |
| 2014 - Finale (groupe mondial) - République tchèque - Allemagne - 3 : 1   |            |         |              |                                       |                                     |                |          |
| 7                                                                         | 08/11/2014 | Prague  | Dur (int.)   | Julia Görges Sabine Lisicki           | Andrea Hlaváčková Lucie Hradecká    | 6-4, 6-3       | Parcours |

## Classements WTA en fin de saison
| Année | 2003 | 2004 | 2005 | 2006 | 2007 | 2008 | 2009 | 2010 | 2011 | 2012 | 2013 | 2014 | 2015 | 2016 | 2017 | 2018 |
| Rang  | 686  | 443  | 341  | 226  | 238  | 227  | 158  | 106  | 112  | 65   | 134  | 169  | 155  | 271  | 473  | 721  |

source : (en) Classements de Andrea Hlaváčková sur le site officiel de la Fédération internationale de tennis
| Année | 2004 | 2005 | 2006 | 2007 | 2008 | 2009 | 2010 | 2011 | 2012 | 2013 | 2014 | 2015 | 2016 | 2017 | 2018 |
| Rang  | 256  | 543  | 236  | 99   | 71   | 59   | 45   | 14   | 3    | 11   | 15   | 20   | 9    | 5    | 9    |

source : (en) Classements de Andrea Hlaváčková sur le site officiel de la Fédération internationale de tennis